# Wonoroto (Windusari)
Wonoroto is een bestuurslaag in het regentschap Magelang van de provincie Midden-Java, Indonesië. Wonoroto telt 3099 inwoners (volkstelling 2010).